# Antalis perinvoluta
Antalis perinvoluta är en blötdjursart som först beskrevs av Ludbrook 1954.  Antalis perinvoluta ingår i släktet Antalis och familjen Dentaliidae. Inga underarter finns listade i Catalogue of Life.